# Шахерезада (группа)
«Шахерезада» (с 1988 по 1990 — «Анжелика») — саратовская (позже московская) поп-группа, образованная в 1988 году Николаем Михно, пик популярности которой пришёлся на начало 90-х годов. 

## История
В 1988 году композитор из Саратова Николай Михно создал группу «Анжелика» с вокалисткой Юлией Гениуш. Записав в Саратове два альбома, группа решила попытать счастья в столице. Перебравшись в Москву, Николай Михно записывает на студии «Рекорд» третий альбом «Анжелики».
В 1991 году Николай Михно (композитор) и Игорь Мещеряков (продюсер) привлекают к сотрудничеству новую солистку Юлию Демьянову. Так состоялось рождение "Шахрезады". Заметно изменился и стиль музыки. Эксперимент по-факту можно расценивать как удачный: дебютный альбом новой группы «Шахерезада» (1991), получил народное признание. 
В 1992 году группа выпускает второй альбом: «Свадьба в Малиновке». Он получил широкую известность благодаря таким хитам, как «Командир полка», «Свадьба в Малиновке», «Берег правый, берег левый…» и нескольким другими запомнившихся слушателям песням.
В 1994 году выходит компакт-диск  лучших песен с альбомов 1991 и 1992 годов.
А чуть позже новый альбом «Карты-кости для Ибрагима», в котором есть такие произведения как : «Карты-кости», «Юля», «Прошка», «Шум дождя». Хиты "Шахрезады" «На крутом берегу», "Юрмала» и «Я забуду» были включены в популярный в то время сборник «Союз 13». 
К середине 1990-х годов интерес к творчеству группы претерпевает спад.
В 1995 году происходит смена солистки. Выходит альбом «Абракадабра», содержащий лирические и танцевальные композиции, однако, он не получает ожидаемой популярности у сложившейся аудитории коллектива. Предполагалось, что потенциальными хитами этого сборника могли стать песни «Одиночник», «Разбойница», а также «Ночной вокзал» и «Полнолуние»(ранее исполненные группой "Анжелика")
Следующий альбом «Алладин» был записан в 1996 году, по стилю этот продукт заметно отличался от предыдущего творчества коллектива.
В 1997 году «Шахерезада» выпускает шестой по счету альбом «Жить — не тужить». В него вошли такие песни, как «У Покровских ворот», «Казачок», «Улица родная», «Заноза» и новая версия песни 1991 года «Жить — не тужить». К сожалению, попытка творческой "перезагрузки" совпала с началом конца: через год «Шахерезада» практически не давала концертов.
В 1999 году "Шахерезада" прекратила своё существование.
В 2010 году, после продолжительной болезни, ушла из жизни вокалистка Юлия Демьянова.
В 2012 году на фоне интереса к музыке конца XX, Николай Михно и Игорь Мещеряков приняли решение возродить группу в новом составе и приступили к работе над свежими песнями.
На сегодняшний день группа «Шахерезада» выпустила 7 альбомов, один из которых  сборник хитов коллектива за всю его историю. В настоящее время идет работа над записью актуального альбома.

## Альбомы
Альбомы, выпущенные группой «Анжелика»:
- 1988 — Полнолуние
- 1989 — Танцуйте диско
- 1990 — Плохая девчонка

Альбомы, выпущенные группой «Шахерезада»:
- 1991 — Самурай
- 1992 — Свадьба в Малиновке
- 1994 — Падишах (Сборник лучших песен)
- 1994 — Карты-кости для Ибрагима
- 1995 — Абракадабра
- 1996 — Алладин
- 1997 — Жить — не тужить